# A Space in Time
A Space in Time è il settimo album del gruppo rock inglese dei Ten Years After del 1971.

## Il disco
Questo album, l'ottavo del gruppo, settimo da studio, rappresenta la fase della maturità per la rock band britannica. Il genere dei primi tre brani è, insolitamente per il gruppo, ispirato dal rock psichedelico in voga negli anni settanta. Gli altri generi musicali che hanno influenzato la realizzazione di questo disco sono il blues rock, il rock and roll tradizionale e il pop rock dei Rolling Stones, generi che si incontrano più facilmente nella produzione musicale di questo gruppo.
La canzone più famosa di questo album, nonché quella che ha ottenuto migliori posizioni in classifica americana, è I'd love to change the world, un mix di chitarra acustica ed elettrica. A tal proposito, è degno di nota il fatto che in sei canzoni su dieci sono presenti virtuosismi con la chitarra elettrica che mettono in risalto le capacità tecniche del chitarrista del gruppo, Alvin Lee.

## Tracce
1. One of These Days (A. Lee) - 5:56
2. Here They Come (A. Lee) - 4:38
3. I'd Love to Change the World (A. Lee) - 3:44
4. Over the Hill (A. Lee) - 2:28
5. Baby Won't You Let Me Rock 'N' Roll You (A. Lee) - 2:14
6. Once There Was a Time (A. Lee) - 3:22
7. Let the Sky Fall (A. Lee) - 4:20
8. Hard Monkeys (A. Lee) - 3:11
9. I've Been There Too (A. Lee) - 5:45
10. Uncle Jam (strumentale) (Churchill, A. Lee, R. Lee, Lyons) - 1:57

## Formazione
- Chick Churchill - tastiere, batteria
- Alvin Lee - voce, chitarra
- Ric Lee - batteria
- Leo Lyons - basso